# Vilém Goppold von Lobsdorf
Vilém Ladislav Jan Goppold von Lobsdorf (ur. 25 maja 1869 w Pradze, zm. 15 czerwca 1943 tamże) – szermierz reprezentujący Królestwo Czech, dwukrotny medalista olimpijski.
Na igrzyskach olimpijskich w Londynie w 1908 roku zdobył dwa medale. Najpierw zajął trzecie miejsce w szabli indywidualnej. W rundzie finałowej z siedmiu walk wygrał cztery, dwie zremisował i jedną przegrał, ostatecznie plasując się za Węgrami: Jenő Fuchsem i Bélą Zulawszkym. Następnie razem z Františkiem Duškiem, Vlastimilem Ladą-Sázavským, Otakarem Ladą i Bedřichem Schejbalem zajął też trzecie miejsce w turnieju drużynowym. Startował również w szpadzie, w której był piąty drużynowo, a indywidualnie odpadł w pierwszej rundzie. Na rozgrywanych cztery lata później igrzyskach olimpijskich w Sztokholmie był czwarty w szabli drużynowej oraz siódmy w szpadzie drużynowej. 
Nie zdobył medalu mistrzostw świata.
Ojciec Viléma Goppolda Jr. i Karela Goppolda, także szermierzy.

## Występy na igrzyskach

### Indywidualnie
| Igrzyska | Konkurencja | Runda I | Runda II | Półfinały             | Finał                 |
| -------- | ----------- | ------- | -------- | --------------------- | --------------------- |
| LIO 1908 | Szpada      | 4 : 2   | 2 : 2    | → Nie awansował dalej | → Nie awansował dalej |
| LIO 1908 | Szabla      | 7 : 0   | 5 : 2    | 3 : 1                 | 4 : 2                 |

### Drużynowo
| Igrzyska | Konkurencja | Pozostali członkowie drużyny                                        | Ćwierćfinały  | Półfinały                                 | Finał                                                   |
| -------- | ----------- | ------------------------------------------------------------------- | ------------- | ----------------------------------------- | ------------------------------------------------------- |
| LIO 1908 | Szpada      | Otakar Lada Vlastimil Lada-Sázavský Vilém Tvrzský                   | Włochy 7:12   | → Drużyna nie awansowała dalej            | → Drużyna nie awansowała dalej                          |
| LIO 1908 | Szabla      | Jaroslav Tuček Vlastimil Lada-Sázavský Otakar Lada Bedřich Schejbal | Holandia 9:8  | Francja 9:7                               | Węgry 7:9 ·                                             |
| LIO 1912 | Szpada      | Vilém Goppold Jr. Josef Pfeiffer František Kříž                     | Norwegia 10:9 | Holandia · Wielka Brytania · Dania · 0:3  | → Drużyna nie awansowała dalej                          |
| LIO 1912 | Szabla      | Bedřich Schejbal Josef Čipera Otakar Švorčík Josef Pfeiffer         |               | Holandia · Belgia · Wielka Brytania · 3:0 | Holandia · Węgry · Cesarstwo Austrii · 0:3 (4. miejsce) |